# Blyth Shipbuilding Company
Blyth Shipbuilding & Dry Docks Company Ltd. était une entreprise de construction navale de la ville de Blyth dans le Comté de Northumberland, en Angleterre au Royaume-Uni.

## Histoire

### Début de Histoire
La construction navale a commencé sur le site de la rive Sud de la rivière Blyth en 1811. Dans les années 1840, le chantier a été acheté par Beaumont and Drummond. En 1863, le chantier a été repris par Hodgson and Soulsby qui ont réparé et construit de petits voiliers en bois. En 1880, les deux premiers navires en acier ont été construits à Blyth pour le gouvernement russe.

### Fondation
Le 2 mars 1883, la Blyth Shipbuilding & Dry Docks Company Ltd. est enregistrée en tant que société à responsabilité limitée. Elle construisait des navires de charges, des navires à vapeur et des charbonniers. Le cinquième navire construit au chantier était destiné à la compagnie maritime Stephens and Mawson of Newcastle. Daniel Stephens est finalement devenu directeur, puis président de la société.

### Première Guerre mondiale
En 1914, un cargo en construction a été acheté par l'Amirauté et converti en transporteur d'hydravions sous le nom de HMS Ark Royal, le premier transporteur d'hydravions de la Royal Navy. Durant la Première Guerre mondiale, la compagnie a construit neuf tramps et charbonniers dix péniches de débarquement X-lighter, et six sloops pour la Royal Navy ; il s'agit des dragueurs de mines de classe Arabis Verbena, des escortes de convoi de classe Aubrietia Aubrietia et Gaillardia, de l'escorte de convoi de classe Anchusa Ivy et des dragueurs de mines classe 24 Merry Hampton et Ormonde.

### L'effondrement et la fermeture d'après-guerre
Après la guerre, l'entreprise est retournée sur le marché civil en construisant des navires à vapeur et des charbonniers. Cependant, après la mort de Daniel Stephens le 19 mars 1925, et l'effondrement du marché du fret, le chantier est fermé. En novembre 1926, Robert Stanley Dalgleish, un armateur de Newcastle, acheta le chantier et changea son nom en Cowpen Dry Docks and Shipbuilding Company. Le chantier a ensuite été fusionné avec la société de construction navale et d'ingénierie Ritson's Shipbuilding and Engineering Company. Après avoir achevé un certain nombre de navires, le chantier naval a fermé à nouveau en 1930.

### Réouverture et Seconde Guerre mondiale
Au milieu de l'année 1937, le chantier a été rouvert sous son nom d'origine. Pendant la Seconde Guerre mondiale, la compagnie Blyth a construit cinq frégates de classe River et deux de classe Bay, sept corvettes de classe Castle, ainsi que deux corvettes de classe Flower et dix dragueurs de mines de classe Bangor. L'ancien cargo allemand Hannover a également été converti en porte-avions d'escorte Audacity. Le 8 décembre 1943, le Hansard rapporte qu'une question a été posée au Premier Lord de l'Amirauté selon laquelle un directeur du chantier naval Blyth et un fonctionnaire de l'Amirauté ont été condamnés pour avoir modifié frauduleusement une offre à hauteur de 12 000 £, permettant ainsi au chantier naval d'obtenir un contrat.

### Déclin et fermeture définitive
En 1947, la société était détenue par Mollers (Hong Kong) Ltd.. Elle disposait de quatre postes d'amarrage et de cinq cales sèches. Des cargos à turbine à vapeur ont été construits pour la Lancashire Shipping Company, filiale de Mollers. En 1949, onze pétroliers ont été construits pour plusieurs compagnies différentes. En 1954, le poste d'amarrage principal du chantier a été étendu à 168 mètres afin de construire des pétroliers et des minéraliers plus grands. En 1961, quatre navires à vapeur côtiers ont été construits pour Stephenson Clarke, ainsi qu'un autre pour William Cory and Son.
Malheureusement, la hausse des coûts et la baisse des commandes ont fait qu'après avoir perdu de l'argent pendant cinq ans, le chantier a finalement été fermé en 1967. Des travaux de réparation et de démantèlement de navires ont alors été effectués par différentes entreprises sur le site. Finalement, les quais de construction navale ont été démolis pour faire place à une zone de stockage de papier et de bois pour le port de Blyth.